# Henry od Grosmonta, 1. vojvoda od Lancastera
Henry od Grosmonta, 1. vojvoda od Lancastera, 4. grof od Leicestera i Lancastera, grof od Derbyja KG (oko 1310. – 23. ožujka 1361.), bio je član engleske kraljevske obitelji i ugledni engleski diplomat, političar i bojovnik. Bio je najbogatiji i najmoćniji plemić u kraljevini. Sin i nasljednik Henryja, 3. grofa od Lancastera i Maud Chaworth, postao je jedan od najodanijih kapetana kralja Eduarda III. u ranim fazama Stogodišnjega rata i odlikovao se pobjedom u bitci kod Auberochea. Bio je član utemeljitelj i drugi vitez Reda podvezice 1348. godine, a 1351. imenovan je vojvodom od Lancastera. Inteligentan i misaon čovjek, Grosmont se naučio pisati i bio je autor knjige Livre de seyntz medicines, vrlo osobnog i pobožnog traktata. Zapamćen je kao jedan od osnivača i ranih pokrovitelja Corpus Christi koledža u Cambridgeu, kojeg su osnovala dva gradska ceha 1352. godine.

## Podrijetlo
Bio je sin Henryja, 3. grofa od Lancastera (oko 1281. – 1345.), mlađeg brata i nasljednika Thomasa, 2. grofa od Lancastera (oko 1278. – 1322.) („Thomas od Lancastera“), obojica su sinovi Edmunda Crouchbacka, 1. grofa od Lancastera (1245. – 1296.), drugog sina kralja Henrika III. (vladao 1216. – 1272.) i mlađeg brata kralja Eduarda I. (vladao 1272. – 1307.). Henry od Grossmonta  bio je, dakle, rođak kralja Eduarda II. i drugi rođak kralja Eduarda III. (vladao 1327. – 1377.). Majka mu je bila Maud de Chaworth (1282. – 1322.).

## Očevo naslijeđe
Henry od Grosmonta bio je nasljednik svoga bogatog ujaka Thomasa, 2. grofa od Lancastera, koji je brakom s Alice de Lacy, kćeri i nasljednicom Henryja de Lacyja, 3. grofa od Lincolna, postao najbogatijim plemićem u Engleskoj. Međutim, stalne svađe između Thomasa i njegova prvog rođaka, kralja Eduarda II., dovele su do njegova pogubljenja 1322. godine. Nemajući potomstva, Thomasovi su posjedi i titule otišli njegovu mlađem bratu Henryju, 3. grofu od Lancastera, Grosmontovu ocu. Henry od Lancastera pristao je na svrgnuće Eduarda II. 1327., ali nije dugo ostao u milosti za regentstva njegove udove, kraljice Izabele i Rogera Mortimera. Kad je Eduard III. (sin Eduarda II.) 1330. osobno preuzeo vlast, odnosi su se s Krunom poboljšali, ali tada se Henry od Lancastera već borio s lošim zdravljem i sljepoćom.

## Mladost
Grosmont se rodio oko 1310. (a ne na prijelazu stoljeća, kako se prethodno smatralo) u dvorcu Grosmont u Grosmontu, Monmouthshire, u Walesu. Malo se zna o njegovu djetinjstvu, ali prema vlastitim memoarima bio je bolji u borilačkim vještinama nego u akademskim predmetima, a čitati je naučio tek kasnije u životu.

## Karijera
Godine 1330., u dobi od 20 godina postao je vitezom je i zastupao je oca u Parlamentu. Sudjelovao je na kraljevskom turniru u Cheapsideu u Londonu, 1331. Godine 1333. sudjelovao je u pohodu na Škotsku Eduarda III., iako je nejasno je li bio prisutan kod velike engleske pobjede u bitci na brdu Halidon. Nakon daljnje službe u škotskim markama, 1336. godine imenovan je kraljevim namjesnikom u Škotskoj. Sljedeće godine bio je jedan od šestorice koje je Eduard III. promaknuo u višu razinu plemstva. Grosmontu je pripala jedna od nižih titula njegova oca, grof od Derbyja.

## Služba u Francuskoj
Izbijanjem Stogodišnjega rata 1337. Grosmontova je pažnja bila usmjerena prema Francuskoj. Sudjelovao je u nekoliko diplomatskih misija i manjih pohoda i bio prisutan pri velikoj pobjedi Engleza u pomorskoj bitki kod Sluysa 1340. godine. Kasnije iste godine, od njega je zatraženo da ostane kao talac u Niskim Zemljama zbog kraljevih znatnih dugova. Ostao je taocem do sljedeće godine i morao je platiti veliku otkupninu za svoje puštanje. Po povratku postavljen je kraljevim namjesnikom na sjeveru i ostao je u Roxburghu do 1342. Sljedeće je godine je proveo u diplomatskim pregovorima u Niskim zemljama, Kastilji i Avignonu.

### 1345.
Eduard III. odlučio je početkom 1345. napasti na Francusku na tri fronte. Grof od Northamptona vodio bi manje snage prema Bretanji, nešto veća krenule bi prema Gaskonji pod Grosmontovim zapovjedništvom, a glavnina bi pratila Eduarda u sjevernu Francusku ili u Flandriju. Grosmont je imenovan kraljevim namjesnikom u Gaskonji 13. ožujka 1345. i dobio je zapovijed o podizanju 2.000 ljudi u Engleskoj, te daljnjih trupa u samoj Gaskonji. Vrlo detaljan ugovor o pogodbi imao je rok od šest mjeseci nakon otvaranja kampanje u Gaskonji, s mogućnošću da ga Eduard produži na još šest mjeseci pod istim uvjetima. Derby je dobio visok stupanj autonomije, na primjer, njegove strateške upute bile su: "si guerre soit, et a faire le bien q'il poet" (... ako bude rata, učini najbolje što možeš ...).
Grosmont je stigao u Bordeaux 9. kolovoza 1345. s 500 vojnika, 1.500 engleskih i velških strijelaca, od kojih je 500 bilo na ponijima kako bi se povećala njihova pokretljivost, te pomoćnim i potpornim trupama. Umjesto da nastavi oprezan rat opsadama, odlučio je izravno napasti Francuze prije nego što su mogli koncentrirati svoje snage. Francuskim snagama u regiji zapovijedao je Bertrand de l'Isle-Jourdain. Čuvši za Derbyjev dolazak, odlučio se povući natrag u komunikacijsko središte i strateški važan grad Bergerac, udaljen 97 km istočno od Bordeauxa, gdje je postojao važan most preko rijeke Dordogne. Ovo je bilo prikladno mjesto za koncentriranje francuskih snaga i prikupljanje pojačanja.
Nakon ratnoga vijeća, Derby je odlučio udariti na Francuze u Bergeracu. Zauzimanje grada, koji je imao dobru povezanost riječnom opskrbom s Bordeauxom, osiguralo bi anglo-gaskonskoj vojsci bazu iz koje će ratovati s Francuzima i prekinuti komunikaciju između francuskih snaga sjeverno i južno od Dordogne. Nakon osam godina anglo-gaskonskoga obrambenog rata, Francuzi nisu očekivali da će možda poduzeti ikakve napade. Grosmont se brzo kretao i iznenadio 26. kolovoza francusku vojsku kod Bergeraca, odlučno ih pobijedivši u tijeku borbe. Francuske su žrtve bile teške, mnogi su ubijeni ili zarobljeni. Među zatvorenicima bili su Henri de Montigny, Seneschal iz Périgorda, deset drugih viših plemića i mnoštvo nižega plemstva. Derbyjev udio u otkupnini i pljački procijenjen je na 34.000 funti (33 milijuna funti u 2020. [napomena 2]), što je otprilike četiri puta više od godišnjeg dohotka njegovih zemalja. Preživjeli pripadnici francuske vojske okupili su se oko de l'Islea i povukli se prema sjeveru do Périgueuxa. Za nekoliko dana, Bergerac je pao tijekom anglo-gaskonskoga napada i nakon toga je opljačkan.
Grosmont je ostavio veliki garnizon u gradu i premjestio se na sjever sa 6.000–8.000 muškaraca u Périgueux, glavni grad provincije Périgord, zauzevši nekoliko snažnih točaka usput.  Obrana Périgueuxa bila je zastarjele i zanemarena, ali veličina francuske snage koja ga je branila branila je napad. Derby je blokirao Périgueux i zauzeo uporišta blokirajući glavne rute do grada. Ivan, vojvoda od Normandije, sin i nasljednik Filipa VI., okupio je vojsku koja je brojila više od 20.000 ljudi i manevario je okolicom. Početkom listopada vrlo velik odred oslobodio je grad i otjera Grosmontove snage, koje su se povukle prema Bordeauxu. Dodatno ojačani, Francuzi su počeli opsjedati engleska uporišta. Francuske vojne snage, od 7000, kojima je zapovijedao Louis od Poitiersa, opkolila je dvorac Auberoche, 14 kilometara istočno od Périgueuxa. Auberoche se spušta na stjenovitu rtu koji u potpunosti kontrolira rijeku Auvézère. Glasnik je stigao do Derbyja, koji se već vratio u to područje sa skrpljenih 1200 engleskih i gaskonskih vojnika: 400 oružnika i 800 strijelaca jahača.
Nakon noćnoga marša, Grosmont je napao francuski logor 21. listopada dok su bili na večeri, iznenadivši ih i prouzrokujući velike početne žrtve. Francuzi su se okupili i nastala je dugotrajna borba prsa o prsa, koja je završila kada je zapovjednik malog engleskog garnizona u dvorcu u borbenom letu udario iza leđa Francuza. Slomili su se i pobjegli. Derbyjevi oružnici jahači nemilosrdno su ih progonili. Broj francuskih žrtava nije siguran, ali bili su teško pogođeni. Suvremeni ih povjesničari opisuju kao "grozne", "izuzetno visoke", "zapanjujuće", i "teške". Mnogi su francuski plemići bili zarobljeni; muškarci nižega ranga završili su, kao što je uobičajeno, pod mačem. Francuski zapovjednik Louis od Poitiers umro je od svojih rana. Preživjeli zarobljenici, uključujući drugog zapovjednika, Bertrand de l'Isle-Jourdaina, dva grofa, sedam viskonata, tri baruna, senešale Clermont-Ferranda i Toulousea, papina nećaka i toliko vitezova da nisu bili ni brojeni. Sama otkupnina stvorila je bogatstvo za mnoge vojnike u Grosmontovoj vojsci, kao i za samog Grosmonta, za kojeg se pričalo da je od zarobljenika toga dana zaradio najmanje 50.000 funti (49 milijuna funti u 2020.). Tijekom pohoda 1345. bio je poznat kao grof od Derbyja, ali njegov je otac umro u rujnu 1345. i postao je grofom od Lancastera.

### 1346.
Ivan, vojvoda od Normandije, sin i nasljednik Filipa VI., postavljen je zapovjednikom svih francuskih snaga na jugozapadu Francuske, kao što je bio i prethodne jeseni. U ožujku 1346. francuska vojska pod vojvodom Ivanom, koja je brojala između 15.000 i 20.000 ljudi, znatno nadmoćnija nad bilo čime što su anglo-gaskonske snage mogle upotrijebiti, koračala je na grad Aiguillon, koji je nadzirao spoj rijeka Garonne i Lot, što znači da nije bilo moguće održavati ofenzivu dalje u Gaskonji ako se grad ne zauzme, te je bio opkoljen 1. travnja. Dana 2. travnja objavljen je službeni poziv na oružje za sve radno sposobne muškarce južne Francuske. Francuski financijski, logistički i ljudski napori bili su usredotočeni na ovu ofenzivu. Derby, poznat kao Lancaster nakon smrti svog oca, uputio je hitan apel za pomoć Eduardu. Eduard nije bio samo moralno dužan pomoći svoga vazala, nego i ugovorno obvezan; njegova je pogodba s Lancasterom glasila da će, ako Lancastera napadnu nesvladivim brojem, tada će ga Eduard "na ovaj ili onaj način spasiti".
Garnizon s oko 900 muškaraca, nekoliko je puta borbeno izlijetao kako bi prekinuli francuske operacije, dok je Lancaster kao prijetnju koncentrirao glavne anglo-gaskonske snage u La Réoleu, udaljenom oko 30 km. Vojvoda Ivan nikada nije uspio u potpunosti blokirati grad i otkrio je da su njegove opskrbne linije ozbiljno ugrožene. 
U srpnju je glavnina engleske vojske prispjela u sjevernu Francusku i krenula prema Parizu. Filip VI. nekoliko je puta naredio svom sinu, vojvodi Ivanu, da prekine opsadu i povede svoju vojsku na sjever. Vojvoda je Ivan, smatrajući to pitanjem časti, odbio. Do kolovoza, francuski se sustav opskrbe raspao, u njihovom taboru bila je epidemija dizenterije, a dezertiranje je postalo učestalo. Francuzi su napustili opsadu i svoj logor20. kolovoza  i krenuli dalje. Šest dana kasnije glavna francuska vojska bila je odlučno pobijeđena u bitki kod Crécyja s vrlo teškim gubitcima. Dva tjedna nakon ovog poraza, vojska vojvode Ivana pridružila se preživjelima. U međuvremenu, Englezi su započeli opsjedu luke Calais.
Filip se kolebao: na dan kad je započela opsada Calaisa, on je raspustio veći dio svoje vojske kako bi uštedio novac i bio je uvjeren da je Eduard završio svoj pohod i da će krenuti u Flandriju, a svoju vojsku otpremiti kući. Oko 7. rujna, vojvoda je Ivan stupio u kontakt s Filipom, malo prije nego što je raspustio vlastitu vojsku. Filip je 9. rujna najavio da će se vojska 1. listopada ponovno sastati u Compiègneu, u nemogućem kratkom vremenu, a zatim krenuti spašavati Calais.  Između ostalih posljedica, ovo je omogućilo Lancasteru na jugozapadu da pokrene ofenzivu na Quercy i Bazadais; a on sam vodi pohod 260 km sjeverno kroz Saintonge, Aunis i Poitou, osvajajući brojne gradove, dvorce i manja utvrđena mjesta i opustošivši bogati grad Poitiers. Te su ofanzive potpuno poremetile francusku obranu i preusmjerile fokus borbe sa srca Gaskonje nekih 100 km izvan njezinih granica. Malo je francuskih trupa stiglo u Compiègne do 1. listopada i dok su Filip i njegov dvor čekali povećanje snaga, stigle su vijesti o Lancasterovim osvajanjima. Vjerujući da Lancaster kreće na Pariz, Francuzi su promijenili mjesto okupljanja za vojnike koji već nisu stigli u Compiègne do Orléansa, te ih ojačali s nekima od onih koji su već sabrani kako bi se to zaustavilo. Nakon što se Lancaster okrenuo na jug i krenuo natrag prema Gaskonji, Francuzi koji su već stigli ili krenuli prema Orléansu bili su preusmjereni na Compiègne; a francuski su se planovi pretvorili u kaos.

## Vojvoda od Lancastera
Godine 1345., dok je Grosmont bio u Francuskoj, umro mu je otac. Mladi Henry sada je bio grof od Lancastera - najbogatiji i najmoćniji plemić u kraljevini. Nakon sudjelovanja u opsadi Calaisa 1347., kralj je počastio Lancastera uključivši ga kao viteza-utemeljitelja Reda podvezice 1348. godine. Iste godine umrla je Alice de Lacy, a njezino bogatstvo (koje je zadržala nakon pogubljenja Thomasa od Lancastera), uključujući časti Bolingbroke i dvorac Bolingbroke, prešle su na Grosmonta. Nekoliko godina kasnije, 1351., Eduard je dodijelio još veću čast Lancasteru kada ga je imenovao vojvodom od Lancastera. Naslov vojvode bio je relativno novog podrijetla u Engleskoj; prethodno je postojao samo još jedan naslov engleskoga vojvode.
Uza sve to, vojvoda je dobio palatinske ovlasti nad grofovijom Lancashire, što mu je davalo pravo da upravlja njime gotovo neovisno o kruni. Ta je potpora bila iznimna u engleskoj povijesti; postojale su samo dvije druge palatinske grofovije: Durham, koji je bio drevni biskupski palatinat, i Chester, koji je držao kralj.
Iskazivanje tako velikih privilegija bio je znak Eduardova visokog poštovanja prema Lancasteru. Njih su dvojica bili su drugi rođaci preko svoga pradjeda kralja Henrika III. i praktički vršnjaci (Eduard je rođen 1312.), pa je prirodno pretpostaviti da je među njima postojao snažan osjećaj prijateljstva. Drugi čimbenik koji je mogao utjecati na kraljevu odluku bila je činjenica da Henry nije imao muškoga nasljednika, pa je ta dodjela vrijedila samo za njegova života.

### Daljnji prestiž
Lancaster je proveo desetljeće nakon 1350. povremeno u pohodu i pregovarajući mirovne ugovore s Francuzima. Godine 1350. bio je prisutan na pomorskoj pobjedi u Bitki kod Les Espagnols sur Mer (Winchelsea), gdje je navodno spasio živote Crnoga Princa i Johna od Gaunta, sinove Eduarda III. Godine 1351. – 1352. proveo je u križarskom ratu u Pruskoj. Ovdje je svađa s Ottom, vojvodom od Braunschweiga, gotovo dovela do dvoboja između njih dvojice, što je spriječeno intervencijom francuskog kralja Ivana II. U drugoj polovici desetljeća nastavljen je pohod u Francuskoj. Nakon chevauchéea u Normandiji 1356. i opsade Rennesa 1358. godine, Lancaster je sudjelovao u posljednjoj velikoj ofenzivi prve faze Stogodišnjeg rata: Rheimskoj kampanji 1359. – 1360. Potom je imenovan glavnim pregovaračem za Sporazum iz Brétignyja, gdje su Englezi postigli vrlo povoljne uvjete.

## Smrt i pokop
Nakon što se u studenom 1360. vratio u Englesku, razbolio se početkom sljedeće godine, a umro je u dvorcu Leicester 23. ožujka 1361. Moguće je da je uzrok smrti bila kuga, koja se te godine po drugi put pojavila u Engleskoj.  Pokopan je u crkvi Navještenja Gospe od Newarkea u Leicesteru koju je izgradio unutar vjerske i dobrotvorne ustanovi koju je utemeljio njegov otac pokraj dvorca Leicester i gdje je prenio ostatke svoga oca nekoliko godina ranije.

## Brak i potomstvo
Lancaster se 1330. oženio Isabellom de Beaumont, kćerkom Henryja de Beaumonta, 1. baruna Beaumonta, s kojom je imao dvije kćeri:
- Maud od Lancastera (4. travnja 1340. – 10. travnja 1362.), starija kći, koja se udala za Wilhelma I., vojvodu od Bavarske
- Blanche od Lancastera (25. ožujka 1345./1347. – 12. rujna 1368.), druga kći, koja se udala za svog trećeg rođaka John od Gaunta (1340. – 1399.), trećeg od pet preživjelih sinova kralja Eduarda III. Gaunt je naslijedio Lancasterove posjede, a vojvodsku titulu dobio je sljedeće godine, ali tek je 1377., kad je umirući kralj Eduard III. bio znatno onesposobljen, uspio povratiti palatinska prava za grofoviju Lancaster. Kad je Gauntov i Blanchein sin, Henry od Bolingbrokea, uzurpirao krunu 1399. godine i postao kralj Henrik IV., ogromno Lancasterovo nasljeđe, uključujući čast Bolingbrokea i Bowlandsko gospodarstvo, spojeno je s krunom kao vojvodstvo od Lancastera.[57] Administrativno sjedište vojvodstva ostalo je u dvorcu Bolingbroke, rodnom mjestu Henrika IV.

## Karakter
O Lancasterovom liku zna se više od većine njegovih suvremenika kroz njegove memoare, Livre de seyntz medicines ("Knjiga svetih liječnika"), vrlo osoban traktat o stvarima religije i pobožnosti, koji također sadrže značajne povijesne detalje. Tu se otkriva da je Lancaster, u dobi od 44 godine kada je napisao knjigu 1354. godine, bolovao od gihta. Knjiga je prije svega pobožno djelo, nastalo oko sedam rana za koje Henry tvrdi da ih je dobio, koje predstavljaju sedam smrtnih grijeha. Lancaster priznaje svoje grijehe, objašnjava razne stvarne i mitološke medicinske lijekove u smislu njihove teološke simbolike i potiče čitatelja na veći moral.